# Processo ciclostazionario
Un processo ciclostazionario è un segnale avente proprietà statistiche che variano nel tempo.
I processi stocastici ciclostazionari servono per descrivere processi generati da fenomeni periodici, come ne esistono molti in natura. Tali processi, sebbene non siano descritti in termini di funzioni periodiche del tempo, producono dati che possono essere descritti attraverso parametri statistici che variano periodicamente nel tempo (statistiche di primo e secondo ordine). Ad esempio, nelle telecomunicazioni, la periodicità dei dati è dovuta alla modulazione, al campionamento, alla codifica; in meccanica è dovuta alla rotazione dei meccanismi, mentre in radioastronomia la periodicità è generata ad esempio dai moti di rotazione e rivoluzione dei pianeti e dalla pulsazione delle stelle.

## Definizione
Vi sono due approcci differenti allo studio dei processi ciclostazionari: uno probabilistico, che considera i segnali come realizzazioni di un processo stocastico; l'altro, di tipo deterministico, in cui i segnali vengono modellati come una singola funzione del tempo (serie temporale), piuttosto che come una realizzazione di un processo stocastico. Tale approccio è usato quando non esiste un insieme di realizzazioni, e si utilizza la serie temporale, con un ragionamento al limite, proprio per creare un modello matematico del processo stesso  (approccio F.O.T. = fraction-of-time).
In entrambi i casi, il processo o la serie temporale vengono detti ciclostazionari se le statistiche ad essi associate variano periodicamente col tempo.

## Processi ciclostazionari in senso lato
Segnali che esibiscano ciclostazionarietà nelle statistiche del secondo ordine (funzioni media e autocorrelazione) vengono detti ciclostazionari in senso lato. Indicando con {\displaystyle \operatorname {E} } l'operatore di media, un processo ciclostazionario {\displaystyle x(t)} di periodo {\displaystyle T_{0}} soddisfa quindi le seguenti relazioni:
{\displaystyle \operatorname {E} [x(t)]=\operatorname {E} [x(t+T_{0})]\quad \forall t}
{\displaystyle R_{x}(t;\tau )=R_{x}(t+T_{0};\tau )\quad \forall t,\tau .}
In particolare, la funzione di autocorrelazione, essendo una funzione periodica in t, può essere espansa in serie di Fourier:
{\displaystyle R_{x}(t;\tau )=\sum _{n=-\infty }^{\infty }R_{x}^{n/T_{0}}(\tau )e^{j2\pi {\frac {n}{T_{0}}}t}}
dove {\displaystyle R_{x}^{n/T_{0}}(\tau )} è chiamata funzione di autocorrelazione ciclica, ed è uguale a:
{\displaystyle R_{x}^{n/T_{0}}(\tau )={\frac {1}{T_{0}}}\int _{-T_{0}/2}^{T_{0}/2}R_{x}(t,\tau )e^{-j2\pi {\frac {n}{T_{0}}}t}\mathrm {d} t.}
Le frequenze {\displaystyle n/T_{0},\,n\in \mathbb {Z} ,} sono chiamate frequenze cicliche.
I processi stazionari in senso lato possono essere visti come casi particolari di processi ciclostazionari in senso lato con soltanto {\displaystyle R_{x}^{0}(\tau )\neq 0}.

### Serie temporali ciclostazionarie
Un segnale funzione del tempo che non sia in generale una realizzazione di un processo stocastico può esibire ciclostazionarietà nel contesto della teoria FOT. Secondo tale interpretazione, la funzione di autocorrelazione ciclica può essere definita nel seguente modo:
{\displaystyle {\hat {R}}_{x}^{n/T_{0}}(\tau )=\lim _{T\rightarrow +\infty }{\frac {1}{T}}\int _{t-T/2}^{t+T/2}x(t+\tau )x^{*}(t)e^{-j2\pi {\frac {n}{T_{0}}}t}\mathrm {d} t.}
Se la serie temporale è una realizzazione di un processo stocastico, allora {\displaystyle R_{x}^{n/T_{0}}(\tau )=\operatorname {E} \left[{\hat {R}}_{x}^{n/T_{0}}(\tau )\right]}.  Se, inoltre, il segnale è anche ergodico, allora tutte le realizzazioni esibiscono le stesse medie temporali, per cui {\displaystyle R_{x}^{n/T_{0}}(\tau )={\hat {R}}_{x}^{n/T_{0}}(\tau )} in errore quadratico medio.

### Comportamento nel dominio della frequenza
La trasformata di Fourier della funzione di autocorrelazione ciclica alla frequenza ciclica α è detta spettro ciclico o funzione di densità spettrale di correlazione. Tale funzione è pari a:
{\displaystyle S_{x}^{\alpha }(f)=\int _{-\infty }^{+\infty }R_{x}^{\alpha }(\tau )e^{-j2\pi \alpha \tau }\mathrm {d} \tau .}
Lo spettro ciclico alla frequenza ciclica zero è anche chiamato densità spettrale di potenza media.
Si noti che un processo ciclostazionario {\displaystyle x(t)} con trasformata di Fourier {\displaystyle X(f)} può avere componenti frequenziali correlate quando queste sono spaziate di multipli di {\displaystyle 1/T_{0}}. In particolare:
{\displaystyle \operatorname {E} \left[X(f_{1})X^{*}(f_{2})\right]=\sum _{n=-\infty }^{\infty }S_{x}^{n/T_{0}}(f_{1})\delta \left(f_{1}-f_{2}+{\frac {n}{T_{0}}}\right)}
dove {\displaystyle \delta (f)} indica la funzione delta di Dirac. Le frequenze {\displaystyle f_{1}\neq f_{2}} sono invece sempre incorrelate per un processo stazionario in senso lato, essendo {\displaystyle S_{x}^{n/T_{0}}(f)\neq 0} solo per {\displaystyle n=0}.

### Esempio: Segnale digitale modulato linearmente
Un esempio di segnale ciclostazionario è un segnale digitale modulato linearmente:
{\displaystyle x(t)=\sum _{k=-\infty }^{\infty }a_{k}p(t-kT_{0})}
dove {\displaystyle a_{k}\in \mathbb {C} } sono variabili casuali i.i.d. Il segnale {\displaystyle p(t)}, con trasformata di Fourier {\displaystyle P(f)}, è l'impulso di supporto della modulazione.
Assumendo {\displaystyle \operatorname {E} [a_{k}]=0} e {\displaystyle \operatorname {E} [|a_{k}|^{2}]=\sigma _{a}^{2}}, la funzione di autocorrelazione è:
{\displaystyle {\begin{aligned}R_{x}(t,\tau )&=\operatorname {E} [x(t+\tau )x^{*}(t)]\\&=\sum _{k,n}\operatorname {E} [a_{k}a_{n}^{*}]p(t+\tau -kT_{0})p^{*}(t-nT_{0})\\&=\sigma _{a}^{2}\sum _{k}p(t+\tau -kT_{0})p^{*}(t-kT_{0}).\end{aligned}}}
L'ultima sommatoria è una sommatoria periodica, quindi un segnale periodico in t. Di conseguenza, {\displaystyle x(t)} è un segnale ciclostazionario con periodo {\displaystyle T_{0}} e funzione di autocorrelazione ciclica:
{\displaystyle {\begin{aligned}R_{x}^{n/T_{0}}(\tau )&={\frac {1}{T_{0}}}\int _{-T_{0}}^{T_{0}}R_{x}(t,\tau )e^{-j2\pi {\frac {n}{T_{0}}}t}\mathrm {d} t\\&={\frac {1}{T_{0}}}\int _{-T_{0}}^{T_{0}}\sigma _{a}^{2}\sum _{k=-\infty }^{\infty }p(t+\tau -kT_{0})p^{*}(t-kT_{0})e^{-j2\pi {\frac {n}{T_{0}}}t}\mathrm {d} t\\&={\frac {\sigma _{a}^{2}}{T_{0}}}\sum _{k=-\infty }^{\infty }\int _{-T_{0}-kT_{0}}^{T_{0}-kT_{0}}p(\lambda +\tau )p^{*}(\lambda )e^{-j2\pi {\frac {n}{T_{0}}}(\lambda +kT_{0})}\mathrm {d} \lambda \\&={\frac {\sigma _{a}^{2}}{T_{0}}}\int _{-\infty }^{\infty }p(\lambda +\tau )p^{*}(\lambda )e^{-j2\pi {\frac {n}{T_{0}}}\lambda }\mathrm {d} \lambda \\&={\frac {\sigma _{a}^{2}}{T_{0}}}p(\tau )*\left\{p^{*}(-\tau )e^{j2\pi {\frac {n}{T_{0}}}\tau }\right\}.\end{aligned}}}
dove {\displaystyle *} indica l'operatore di convoluzione. Lo spettro ciclico è:
{\displaystyle S_{x}^{n/T_{0}}(f)={\frac {\sigma _{a}^{2}}{T_{0}}}P(f)P^{*}\left(f-{\frac {n}{T_{0}}}\right).}
Tipici impulsi a coseno rialzato normalmente utilizzati in comunicazioni digitali hanno quindi solo le frequenze cicliche {\displaystyle n=-1,0,1}.